# مصلح‌آباد

## تقسیمات کشوری
مصلح‌آباد (فراهان)، روستایی از توابع بخش مرکزی در استان مرکزی ایران است.از نظر تقسیمات کشورى روستاى مصلح‏آباد جزء حومه اراک مى‏باشد این روستا درجنوب جلگه فراهان و شمال اراک قرار گرفته است.
مصلح‏ آباد از شمال با امام‏زاده على و روستاى حاتم‏ آباد و زمینهاى کشاورزى ‏روستاى حاتم‏ آباد هم جوار است و از شرق با کمال ‏آباد علیا، و در ضلع جنوبى‏ مصلح ‏آباد مزارع آن و کمال‏ آباد سفلى قرار دارند، و از غرب با روستاهاى نظام ‏آباد، خلیج ‏آباد و شریف ‏آباد هم ‏مرز است.

## جمعیت
این روستا در استان مرکزی قرار دارد و براساس سرشماری مرکز آمار ایران در سال ۱۳۹۰، جمعیت آن ۷۶۳ نفر (۲۴۶خانوار) بوده‌است.

## برگزاری مراسمات مذهبی
در روستای مصلح آباد، اهالی و مردمانی که از روستا مهاجرت به شهر داشته اند، به دلیل وابستگی شدید به رسوم و اعتقادات خود مراسمات مذهبی و اعیاد را در ده برگزار میکنند. بیشتر این مراسمات در حسینه ی روستا برگزار میشود.

## اقتصاد
اقتصاد روستا بیشتر از وسیله دامداری‌ و کشاورزی تامین میگردد.

## شخصیت های معروف
آیت الله اراکی از افراد شاخص روستای مصلح آباد میباشد
از چهره های شاخص دیگر این روستا میتوان به حاج صفر علی مصلح آبادی فرزند قربانعلی که در روستای همجوار خوشدون دفن گردیده اشاره کرد،علت معروفیت به معمار بودن برمیگردد عنوان گردیده که در مرمت آثار باستانی شهر طهران از جمله کاخ نیاوران و کاخ سعد آباد حضور چشمگیری داشته و حتی به دانشجویان رشته مرمت و باسازی آثار باستانی به صورت عملی آموزش داده.

## تاریخچه روستا
شخصى به نام «سلیمان‏لو» از اهالى قفقاز در زمان فتحعلی شاه قاجار به ولایت‏ عراق عجم و منطقه فراهان تبعید مى‏گردد وى که فرد متمولى بوده، در محلى که ‏امروز به رضى ‏آباد مشهور است اقامت مى‏گزیند و بخشهاى وسیعى از زمینهاى‏ کشاورزى منطقه را خریدارى و به مالکیت‏ خویش در مى‏ آورد. سلیمان‏لو صاحب ‏فرزندى است‏ به نام «محمدحسین‏» که وى با کمک فرزندانش رشته قناتى را درزمینهاى خود حفر مى‏کند که مظهر آن قنات در زمین هاى روستایى که امروز آن رامصلح ‏آباد مى‏نامند ظاهر مى‏گردد این محمدحسین به‏ خاطر بهره‏گیرى از آب قنات‏ مذکور زمین هاى منطقه را مالک شده و کم‏ کم به آبادى و عمران منطقه پرداخته‏ و روستاى جدیدى به نام مصلح‏ آباد را بنیان مى‏ گذارد که از ریشه اصلاح می آید از آنجا که این فرد این روستا را از لحاظ رفاهی اصلاح نمود تصمیم گرفت که نام این خطه را مصلح آباد گذارد